# Suntikoppa
Suntikoppa är en ort i Indien.   Den ligger i distriktet Kodagu och delstaten Karnataka, i den södra delen av landet, 1 800 km söder om huvudstaden New Delhi. Suntikoppa ligger 969 meter över havet och antalet invånare är 3 500.
Terrängen runt Suntikoppa är kuperad västerut, men österut är den platt. Terrängen runt Suntikoppa sluttar österut. Runt Suntikoppa är det ganska tätbefolkat, med 239 invånare per kvadratkilometer. Närmaste större samhälle är Madikeri, 10,5 km väster om Suntikoppa. I omgivningarna runt Suntikoppa växer i huvudsak städsegrön lövskog.